# Колика
Ко́лика (от лат. colica, др.-греч. κολική (νόσος) «кишечная болезнь») — приступы острой боли, быстро следующие один за другим. Выделяют следующие виды колик: почечную, печёночную, кишечную. Почечная колика вызывается прохождением мочевых камней по мочеточникам, печёночная — жёлчных камней по жёлчным путям; кишечная — плотными каловыми массами, глистами; свинцовая колика, в различных частях живота — при хроническом отравлении свинцом.
Отдельно выделяется так называемая младенческая колика, под которой понимают комплекс болевых симптомов неизвестного пока происхождения (скорее всего, связанных с незрелостью желудочно-кишечного тракта), которые возникают у детей в первые месяцы жизни.

## Лечение
Лечение — спазмолитики, болеутоляющие средства, включая ненаркотические и наркотические анальгетики[какие?], устранение основной причины.